# Шоссе Айртона Сенны
Шоссе Айртона Сенны (порт. Rodovia Ayrton Senna, официальное обозначение SP-070) — шоссе в бразильском штате Сан-Паулу, соединяющее восточные районы города Сан-Паулу с городом Гуарарема, где сливается с шоссе президента Дутры. Продолжение шоссе, что также имеет номер SP-070, называется Шоссе Карвалью Пинту, идёт параллельно Шоссе президента Дутры. Наиболее интенсивное движение на шоссе происходит между городом Сан-Паулу и аэропортом Гуарульюс, главным международным аэропортом штата.
В районе Сан-Паулу строительство было достаточно сложным, поскольку шоссе пересекает болота вокруг реки Тиете, и нужно было проложить его без повреждения местной экосистемы.
Шоссе было названо в честь пилота Формулы 1 Айртона Сенны.
Шоссе управляется государственной компанией DERSA, что берёт плату за проезд.

## Галерея

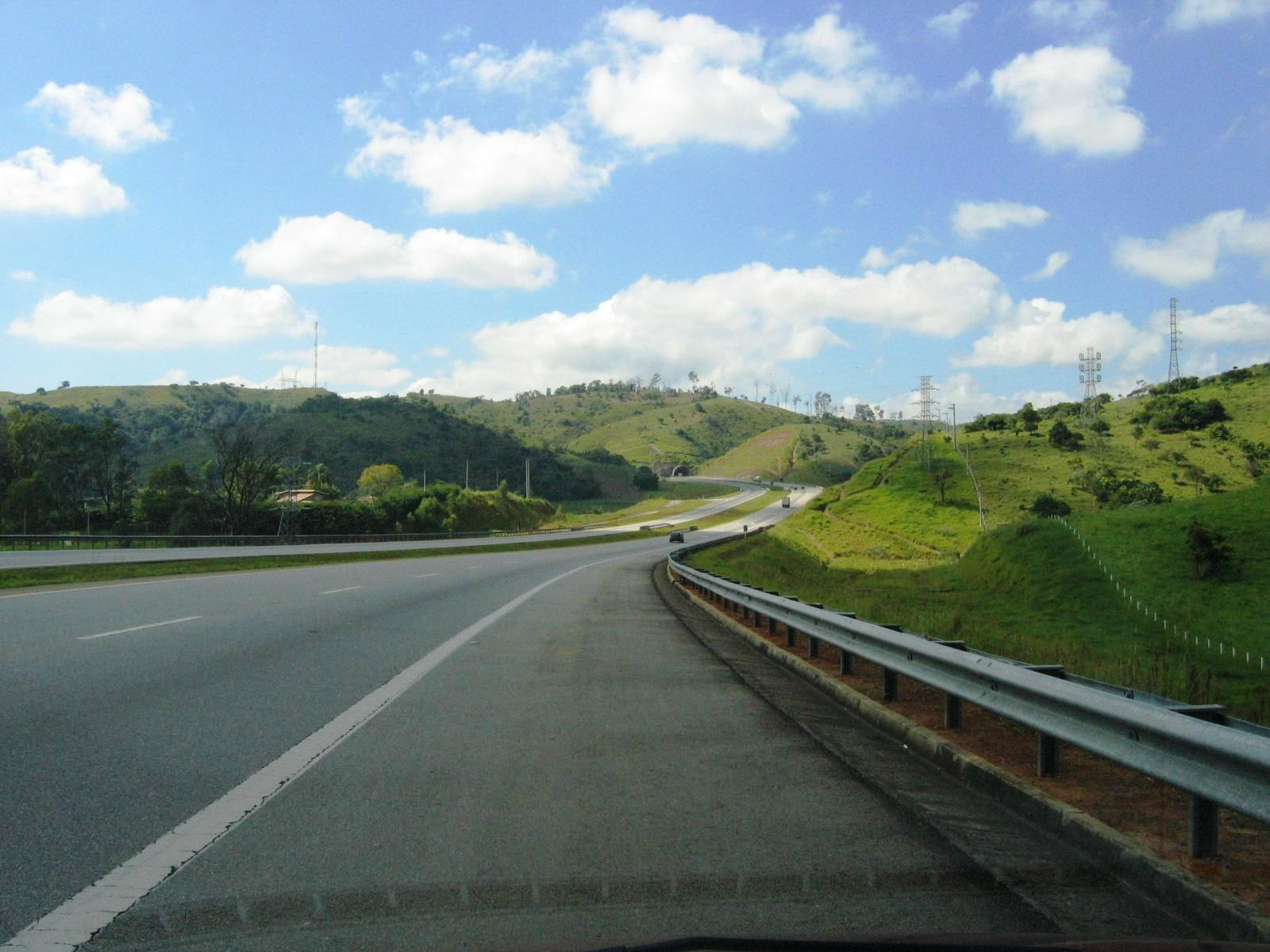
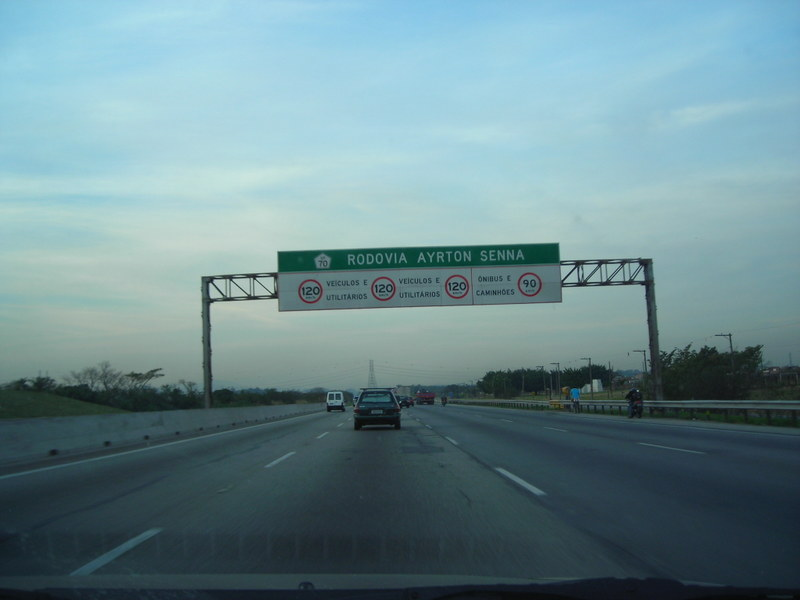
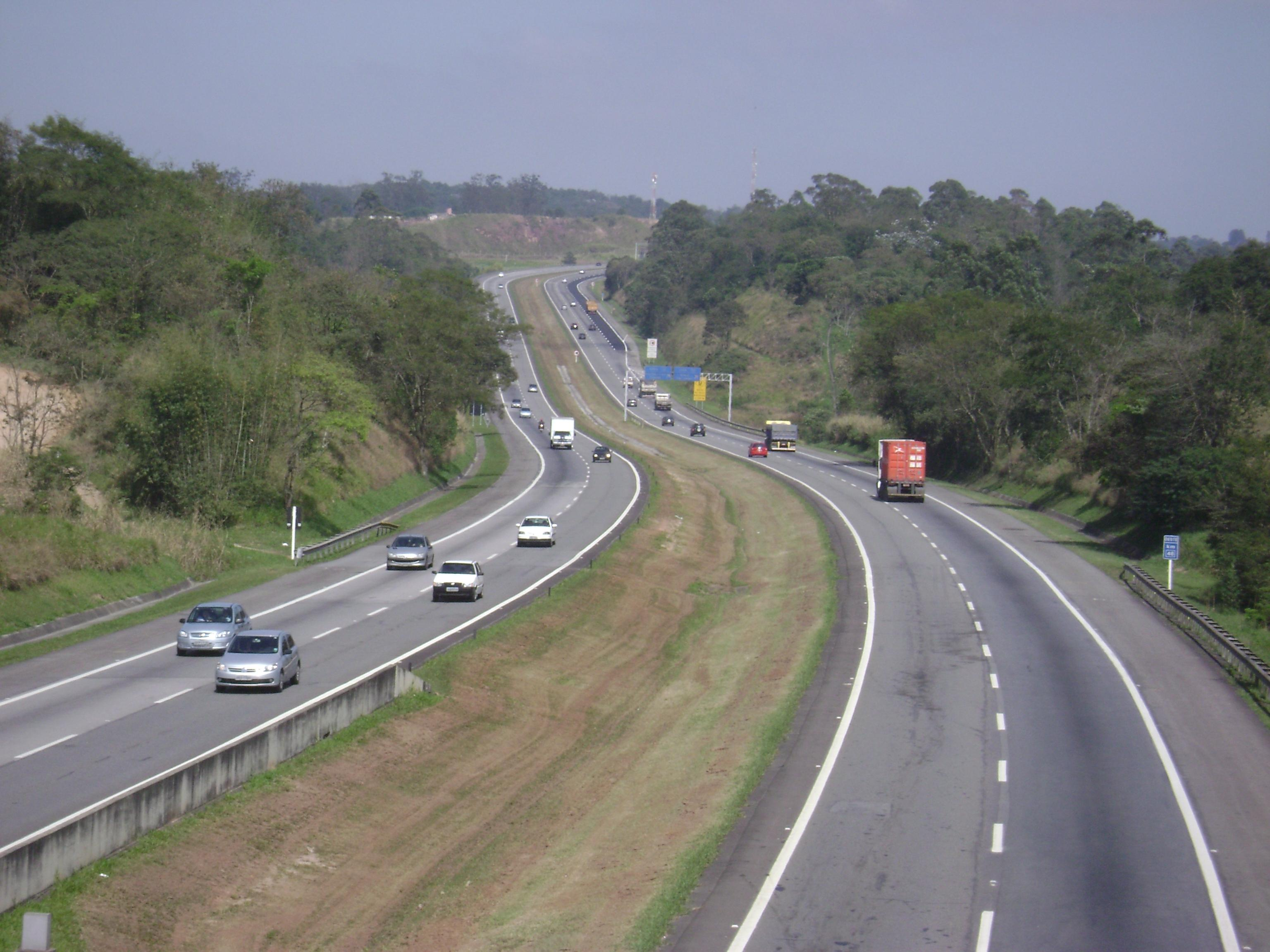
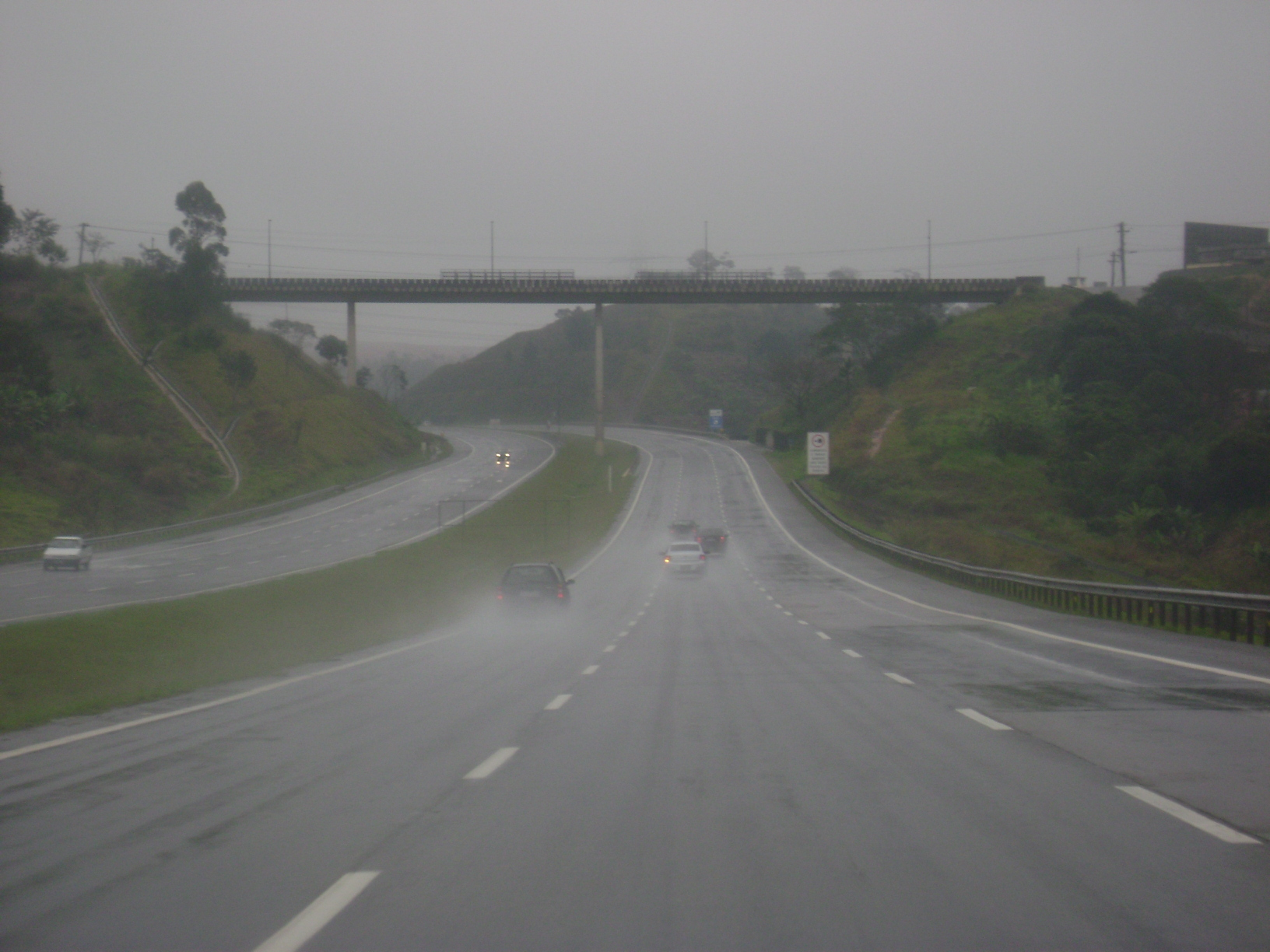
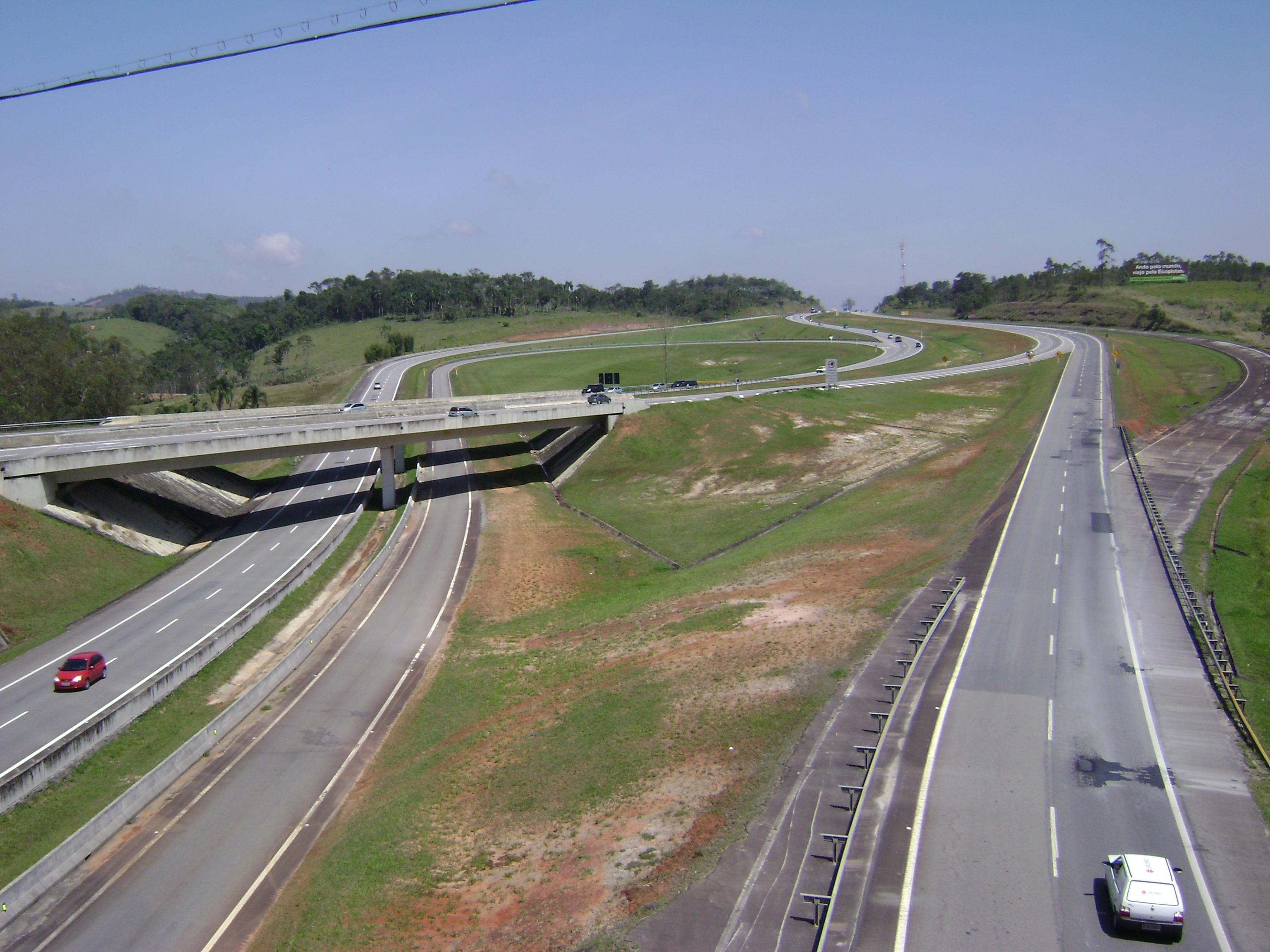